# Johan Fredrik Thaulow
Johan Fredrik Thaulow, född den 22 maj 1840 i Kristiania (nuvarande Oslo), död den 24 april 1912, var en norsk militärläkare, son till Moritz Christian Julius Thaulow.
Thaulow avlade 1864 läkarexamen, blev 1881 direktör för rikshospitalet och 1883 generalkirurg och chef för arméns läkarkår samt var 1889–1909 sanitetsgeneral och chef för härens sanitetsväsen, från 1892 därjämte för marinens. Hans verksamhet blev av grundläggande betydelse såväl i teoretisk-organisatoriskt som i administrativt-praktiskt hänseende. Han var därjämte i många år ordförande i den norska avdelningen av Röda korset, intog en ledande ställning i Norges försvarsförening och var teknisk delegerad för Norge vid fredskonferensen i Haag 1899. 